# Установка фракціонування Буштон
Установка фракціонування Буштон – підприємство нафтогазової промисловості в Канзасі, котре займається розділенням зріджених вуглеводневих газів (ЗВГ).
У зручно розташованому між районами нафтогазовидобутку та споживання Канзасі, де також були відповідні умови для організації зберігання ЗВГ у підземних соляних кавернах, виник потужний хаб по роботі зі зрідженими газами. Зокрема, тут провадить роботу фракціонатор компанії ONEOK у Буштоні, котрий станом на середину 2000-х мав потужність з розділення 80 тисяч барелів ЗВГ на добу. У 2008-му сюди з північного заходу вивели трубопровід Оверленд-Пасс, що почав транспортувати суміш ЗВГ із Вайомінгу та Колорадо (до того на цьому напрямку вже діяв трубопровід Wattenberg NGL, проте він багаторазово поступався новій системі можливим обсягом транспортування). В комплексі зі спорудженням Оверленд-Пасс потужність буштонського фракціонатора збільшили до 150 тисяч барелів на добу, а станом на середину 2010-х довели цей показник до 210 тисяч барелів (при цьому завдяки трубопроводу Bakken NGL по Оверленд-Пасс також почали надходити ЗВГ із Північної Дакоти).
Роботу фракціонатора обслуговує підземне сховище Буштон. Видача фракціонованих продуктів може відбуватись трубопровідним транспортом по належній ONEOK Норз-Сістем до ряду штатів Середнього Заходу. В той же час, система Oneok NGL забезпечує транспортне сполучення канзаського ЗВГ-хабу із узбережжям Мексиканської затоки.
Станом на другу половину 2010-х фракціонатор у Буштоні є найбільшим в Канзасі (зокрема, його потужність удвічі перевищує можливості сусіднього заводу з розділення ЗВГ у Конвеї), втім, він значно поступається гігантському комплексу фракціонування у техаському Монт-Белв'ю.